# ISO 3166-2:MQ
Die zur Kennzeichnung geografischer Einheiten dienende Liste der ISO 3166-2-Codes für  Martinique enthält ausschließlich den Code für  Martinique. Es existieren keine weiteren Unterteilungen.

Dieser Code besteht nur aus einem Teil. Dieser gibt den Code gemäß ISO 3166-1 (für  Martinique MQ) wieder.
Die aktuellen Codes stehen auf der Seite der ISO unter #iso:code:3166:MQ zur Verfügung.

Martinique ist auch unter dem Code FR-972 in der ISO 3166-2:FR für Frankreich aufgenommen.
Die Unterteilung Martiniques in vier Arrondissements ist in dieser Norm nicht von Belang.